# Бондарчук Андрій Іванович
Андрі́й Іва́нович Бондарчу́к (12 грудня 1936) — народний депутат України 1-го скликання. Почесний громадянин Луцька (2013).

## Біографія
Народився 12 грудня 1936 року в селі Сереховичі, Старовижівський район Волинська область, УСРР в сім'ї селян. Українець, освіта вища, журналіст, закінчив Львівський державний університет імені І. Франка, Вищу партійну школу при ЦК Компартії України.
1953 — студент Ковельського медучилища Волинська область.
1956 — служба в Радянській Армії, брав участь в освоєнні цілини.
1958 — фельдшер швидкої допомоги підземного здоровпункту, кріпильник шахти № 3 «Нововолинська», заочно закінчив журфак Львівського державного університету імені І. Франка.
1966 — завідувач відділом сільського господарства Локачинської районної газети «Колгоспна правда».
1967 — завідувач відділом, заступник редактора Іваничівської районної газети «Колос».
1969 — слухач Вищої партійної школи (м. Київ).
1971 — завідувач відділом сільського господарства обласної газети «Радянська Волинь».
1976 — власний кореспондент республіканської газети «Правда України» по Волинській та Рівненській областях.
1990 — власний кореспондент газети «Голос України» по Волинській обл.
Член КПРС з 1965 року, вийшов з членів партії добровільно у червні 1990 року; член Спілки журналістів СРСР; член національної спілки письменників України, національної спілки краєзнавців України, «Просвіти»; представник Національної Ради з питань телебачення і радіомовлення по Західних областях України.
Висунутий кандидатом в народні депутати трудовим колективом Горохівського радгоспу-технікуму.
18 березня 1990 року обраний народним депутатом України 1-го скликання, 2-й тур 51.32 % голосів, 4 претенденти.
Входив до Народної Ради, фракція Народного руху України.
- Волинська область
- Горохівський виборчий округ № 44
- Дата прийняття депутатських повноважень: 15 травня 1990 року.
- Дата припинення депутатських повноважень: 10 травня 1994 року.

Голова підкомісії з питань засобів масової інформації, Комісії ВР України з питань гласності та засобів масової інформації; член Конституційної комісії, секретар Тимчасової комісії по боротьбі з організованою злочинністю, корупцією і хабарництвом; автор законопроєкту «Про визнання святковими і вихідними днів найбільших християнських свят».
Кандидат у Народні депутати України Верховної Ради XIII скликання висунутий виборцями 1-й тур — 7,39 % 5-те місце з 20-ти претендентів.
З 1997 року — голова Волинського крайового братства св. ап. Андрія Первозваного (Луцьке Хрестовоздвиженське).
з 1998 року — голова Волинського осередку Асоціації народних депутатів України.
Одружений, має двоє дітей.

### ГРОМАДСЬКА І КРАЄЗНАВЧА РОБОТА
Заснував, обладнав у старовинному будинку Луцька Музей Луцького братства і передав його державі — 2011 рік;
Відродив у підземеллі братської Хрестовоздвиженської церкви старовинний Некрополь братства — 2012 рік;
У с. Грабове Старовижівського району встановив «Пам'ятник повстанській матері» — 2015 рік;
У своєму селі Сереховичі — скульптурну композицію «Сім'я», пам'ятний знак на місці спаленої церкви і зруйнованого комуністами старовинного кладовища — 2015 рік. 

## Нагороди
- Орден "За заслуги"III ст.
- Орден "За заслуги"II ст.
- Почесна грамота Верховної Ради України.
- Золота медаль журналістики.
- Обласна премія імені редактора газети «Волинь» Полікарпа Шафети.
- Обласна премія імені редактора газети «Волинь» Степана Сачука «За служіння суспільству» (1993, перший її лауреат).
- Обласна літературна премія ім. Агатангела Кримського.
- Обласна премія ім. Олександра Цинкаловського — 2015 рік.
- Почесний громадянин Волині.
- Почесний громадянин Луцька.

## Творчість

### Книги
«ЗНІМАЛИ У ТАЙЗІ КІНО ПРО ХЛІБ». Повість — Видавництво — Волинська мистецька агенція «Терен» — 2004 рік.
«СТЕЖКИ ДО ХАТИ». Повісті, оповідання, новели, розповіді, замальовки. Видавництво — Волинська обласна друкарня. 2006 рік.
«ОБІРВАНЕ КОРІННЯ НАЦІЇ. Волинська хрестоматія». Громадсько-політичне видання. Видавництво ім. Олени Теліги. 2011 рік.
«ХРОНІКА ВОЛИНСЬКОГО „КАМІКАДЗЕ“. Бурхливих десять літ». Громадсько-політичне видання. Видавництво ім. Олени Теліги. 2012 рік.
«ЛУЦЬКЕ ХРЕСТОВОЗДВИЖЕНСЬКЕ БРАТСТВО. Історія та відродження». Науко-публіцистичне видання.- Видавництво «Терен». 2013 рік.
«НЕПОКАРАНІ ВБИВЦІ НАЦІЇ». Документи і матеріали. Видавництво «Терен». 2013 рік.
«ЮХИМ ЯРОЩУК: ЛЮДИНА, ГРОМАДЯНИН, ДЕРЖАВНИЙ ДІЯЧ». Визначні постаті Волині. Документально-публіцистичне видання. Видавництво «Надстир'я». 2014 рік.
'УКРАЇНА. Голодомор 1946—1947 років: НЕПОКАРАНИЙ ЗЛОЧИН ЗАБУТЕ ДОБРО". Документальне, публіцистичне видання. Видавництво «Орієнтир». 2017 рік.
Книги забутих авторів, яким надано друге життя: «Помяник» Братства (1617 рік), Данило Братковський «Світ, по частинах розглянутий» (1697 рік); «Лямент» (1628 рік); В. Жуків «Нищення церков на Холмщині у 1938 році» (1940 рік).

### Публіцистика
Нижче наведені деякі статті Андрія Бондарчука.
- Яку Україну ми будуємо. Газ. «Волинь-нова», 28 серпня 2010 р., с. 5.
- Переможці і переможені. [Архівовано 14 грудня 2013 у Wayback Machine.] Газ. Волинь-нова, 12 травня 2012 р., с. 5.
- Холуїзм — духовний СНІД нашої нації. Газ. «Волинь-нова», 9 червня 2012 р., с. 7.
- За зраду завжди добре платили. Газ. «Волинь-нова», 26 липня 2012 р., с. 3.
- Бий свій свого… [Архівовано 14 грудня 2013 у Wayback Machine.] Газ. Волинь, 18 травня 2013 р., с. 5.

## Про Андрія Бондарчука
- Нагорний О. Тернисті і щасливі стежки Андрія Бондарчука. (До 70-річчя від дня народження). Газ. «Волинь-нова», 12 грудня 2006 р.
- Нагорний О. «Без вітру не родить жито…», газ. «Волинь-нова» 13 грудня 2011 р., с. 7.